# 李春南
李春南（英語：Lee Chun Nan），中華人民共和國人。1937年前后，任中国红十字会下关商埠分会会长，1937年秋下关分会改称中国红十字会南京分会下关办事处，南京大屠杀期间，南京分会迁往重庆后，下关办事处以南京分会的名义从事救济活动，故有文献称李春南为中国红十字会南京分会会长。任国际红十字会南京委员会副会长，从事难民救济工作。